# بخش گورکوفسکی
بخش گورکوفسکی (به لاتین: Gorkovsky District) یک منطقهٔ مسکونی در روسیه است که در استان اومسک واقع شده‌است.